# Ле-Гриппон
Ле-Гриппон (фр. Le Grippon) — муніципалітет у Франції, у регіоні Нижня Нормандія, департамент Манш. Ле-Гриппон утворено 1 січня 2016 року шляхом злиття муніципалітетів Ле-Шамбр i Шамсервон. Адміністративним центром муніципалітету є Шамсервон. Населення — 389 осіб (01.01.2021).